# John Deehan
John Matthew Deehan (* 6. August 1957 in Solihull) ist ein ehemaliger englischer Fußballspieler und Trainer. Als Spieler gewann er 1977 mit Aston Villa und 1985 mit Norwich City den englischen Ligapokal.

## Spielerlaufbahn

### Aston Villa (1975–1979)
John Deehan begann seine Karriere in der Football League First Division 1975/76 bei Aston Villa und erreichte mit dem Aufsteiger den Klassenerhalt. 1976/77 beendete Deehan (27 Spiele/13 Tore) die Saison mit Villa auf dem vierten Tabellenrang und lag dabei lediglich sechs Punkte hinter dem Meister FC Liverpool. Gekrönt wurde die gute Spielzeit mit dem Gewinn des englischen Ligapokals im Finale gegen den FC Everton.
Im September 1979 wechselte er zum Ligarivalen West Bromwich Albion und beendete die Saison 1979/80 auf dem zehnten Platz. Erfolgreicher agierte der Verein aus West Bromwich 1980/81 mit dem vierten Tabellenrang. Deehan kam jedoch nicht wie gewünscht zur Geltung und wechselte im Dezember 1981 zu Norwich City.

### Norwich City (1981–1986)
Mit dem Zweitligisten stieg er am Saisonende in die erste Liga auf und erreichte in der First Division 1982/83 den Klassenerhalt. John Deehan erzielte zwanzig Treffer in vierzig Ligaspielen und lag damit in der Torjägerliste gemeinsam mit John Wark von Ipswich Town und Bob Latchford von Swansea City auf dem dritten Platz. Trotz dreizehn Treffern von Deehan stieg Norwich 1985 in die zweite Liga ab, gewann dafür aber durch ein 1:0 über den AFC Sunderland den Ligapokal.
Nach weiteren Stationen bei Ipswich Town, Manchester City und dem FC Barnsley beendete er 1990 seine Spielerkarriere.

## Trainerlaufbahn

### Norwich City (1994–1995)
1992 begann er eine Tätigkeit als Co-Trainer beim von Mike Walker trainierten Erstligisten Norwich City und erreichte in der neu eingeführten Premier League 1992/93 den dritten Tabellenrang. Trainer Mike Walker verließ Norwich am 6. Januar 1994 um neuer Trainer des FC Everton zu werden und wurde von Deehan abgelöst. Nach dem zwölften Platz in der Premier League 1993/94, stieg Norwich 1994/95 als Drittletzter in die zweite Liga ab. Deehans Tätigkeit in Norwich endete 31. Juli 1995.

### Wigan Athletic (1995–1998)
Zu Beginn der Saison 1995/96 übernahm er den Trainerposten beim Viertligisten Wigan Athletic. 1997 gewann er mit seiner Mannschaft die Meisterschaft in der Third Division. Nach dem Klassenerhalt in der Saison 1997/98 wechselte er als Co-Trainer von Steve Bruce zu Sheffield United. In den folgenden Jahren folgten weitere Tätigkeiten als Co-Trainer bei Huddersfield Town und Aston Villa.

## Titel und Erfolge
- League-Cup-Sieger: 1977, 1985